# Morgue des Hospizes auf dem Grossen St. Bernhard

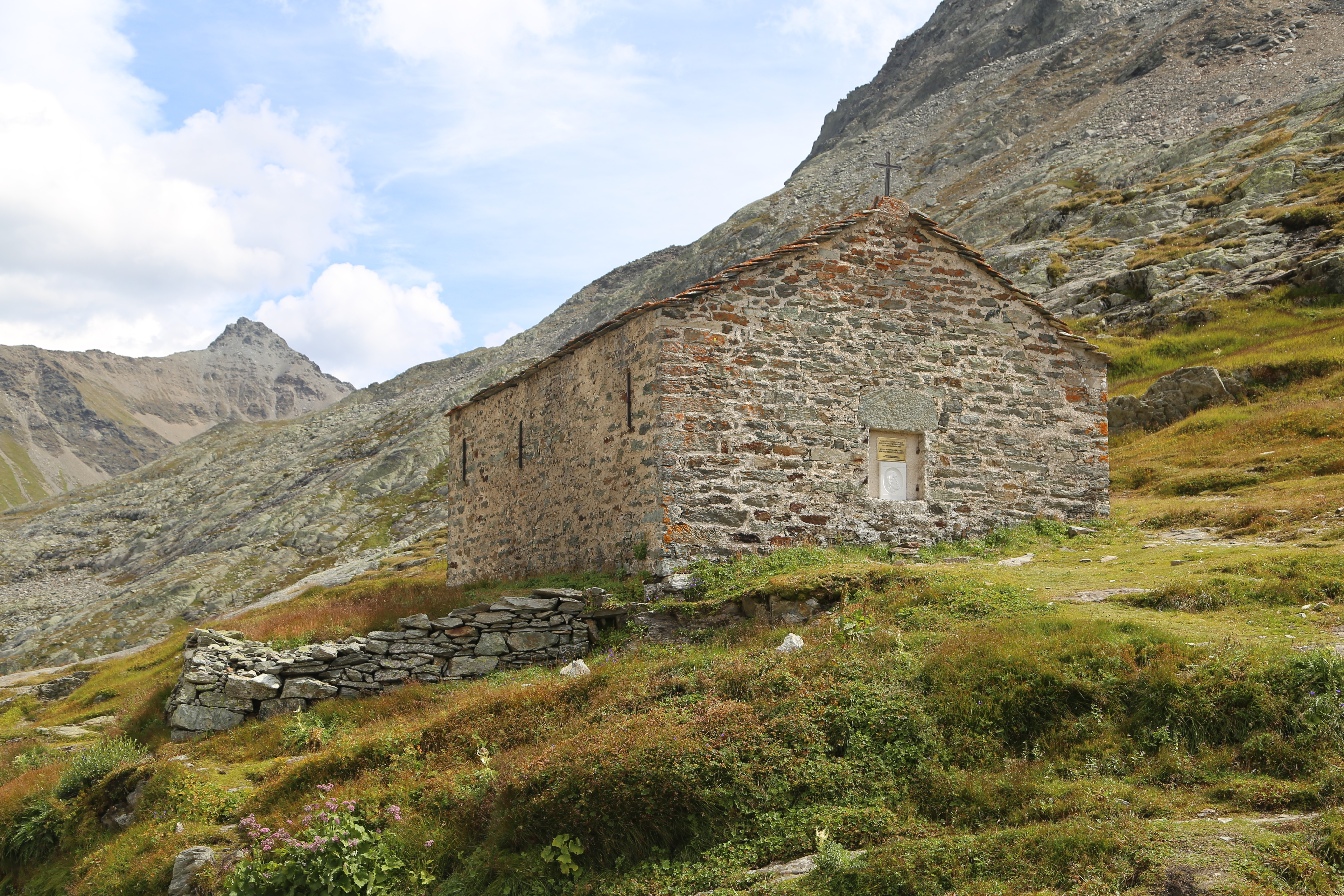
Morgue des Hospizes auf dem Grossen St. Bernhard

Die Morgue des Hospizes auf dem Grossen St. Bernhard ist ein 1476 nahe dem Hospiz auf dem Grossen St. Bernhard-Pass errichtetes Ossuarium. Nach der Überlieferung wurden darin die Gebeine der am 17. und 19. April 1476 auf dem Pass gefallenen piemontesischen Soldaten bestattet. Bis in die Neuzeit wurde die Morgue auch zur Aufbewahrung für im Winter aufgefundene Bergopfer genutzt.

## Geschichte

Darstellung des Inneren in den «Souvenirs du St. Bernard et Simplon»

Im Rahmen der Burgunderkriege kam es am 17. und am 19. April 1476 auf dem Grossen St. Bernhard zu Kampfhandlungen zwischen den mit Bern verbündeten Wallisern und mit Burgund verbündeten Piemontesen unter der Anführung des Herzogs Louis de Challant. Die nach den Urkunden 1476 errichtete Neue Morgue des Hospizes diente der Überlieferung nach als Ossuarium für die Gefallenen. In den folgenden Jahrhunderten wurden in dem kleinen Gebäude Bergopfer bestattet. Das Gelände des Hospizes ist weitgehend felsig. Zudem ist der Boden für sieben Monate im Jahr gefroren. Eine Bestattung der am Pass im Winter umgekommenen Reisenden und Bergopfer war somit vor Ort mit vertretbarem Aufwand nicht möglich. Die Toten wurden daher aus Platzgründen – so, wie sie aufgefunden wurden – zunächst in Laken gehüllt auf einem Tisch aufgebahrt, dann mit Schnüren an Brettern fixiert und senkrecht in der hinteren Kammer des Gebäudes aufgestellt. Durch die trockene Luft, die durch zwei gegenüberliegende vergitterte Wandöffnungen zog, und durch die Kälte mumifizierten die Körper, und sie bewahrten über viele Jahre weitgehend ihr Aussehen und ihre Gesichtszüge. Pater Detry berichtete 1949, ein Besucher habe noch nach vielen Jahren seinen Onkel erkannt. Mit der Zeit lösten sich die Schnüre, und die zusammengefallenen Körper verrotteten aufgrund der Bodenfeuchte. Die Gebeine wurden dann in der vorderen Kammer gestapelt.

## Die Morgue als touristisches Ziel
Bis in die erste Hälfte des 20. Jahrhunderts war die Morgue eine beliebte touristische Attraktion auf dem Weg über den Pass. Das zuweilen ungebührliche Verhalten der Besucher bis hin zur Entwendung von Leichenteilen als Souvenirs führte dazu, dass die Morgue 1950 zugemauert wurde. Ende der 1970er Jahre wurde für eine Filmdokumentation eine kleine Tür eingebaut. Die Räumlichkeiten sind jedoch nicht mehr öffentlich zugänglich. Aus dem 19. und beginnenden 20. Jahrhundert stammen etliche lithographierte Darstellungen und Fotoansichten der Mumien auf Postkarten.